# Joshua J. Cohen
Joshua Jackson Cohen, född 31 maj 1973 i Annapolis, Maryland, är en amerikansk demokratisk politiker. Han är borgmästare i Annapolis sedan 2009.
Cohen efterträdde i december 2009 Annapolis första kvinnliga borgmästare Ellen O. Moyer i borgmästarämbetet i Marylands huvudstad. I demokraternas primärval kom Cohen tvåa men vinnaren Zina Pierre fick träda sig tillbaka. Pierres tidigare ekonomiska problem blev en kampanjfråga och dessutom var det oklart huruvida Pierre var bosatt i Annapolis eller i Prince George's County. I borgmästarvalet 2009 besegrade Cohen republikanen Dave Cordle.